# مشاهده شرکت‌کننده
مشاهده شرکت‌کننده (به انگلیسی: Participant observation) (یا PO)، یک روش گردآوری داده در پژوهش کیفی و قوم‌نگاری است که در آن پژوهشگر در فعالیت‌های روزانه و محیط معمول جامعه مورد مطالعه غوطه‌ور می‌شود.
هدف، معمولاً ثبت رفتار شرکت‌کنندگان یا جامعه هدف، در گسترده‌ترین طیف موضوعات ممکن است. PO از نظر تاریخی با شکلی از تحقیقات مرتبط است که در آن پژوهشگر برای مدت طولانی در یک جامعه کوچک اقامت می‌کند.

## یادداشت
1. ↑  «Participant Observation | Human Ethics Principles». research.utoronto.ca. دریافت‌شده در ۲۰۲۳-۰۷-۲۱.